# Choszczno (gmina)
Choszczno – gmina miejsko-wiejska w województwie zachodniopomorskim, w północno-zachodniej części powiatu choszczeńskiego. W latach 1975–1998 gmina położona była w województwie gorzowskim. Siedzibą władz gminy jest miasto Choszczno. Jest to największa w powiecie pod względem liczby mieszkańców gmina.
Gmina stanowi 18,6% powierzchni powiatu. W województwie, wśród 114 gmin, zajmuje 35. miejsce pod względem powierzchni i 14. w liczbie ludności.

## Położenie
Gmina leży na Pojezierzu Choszczeńskim i Równinie Pyrzycko-Stargardzkiej. Przez północną granicę przepływa rzeka Ina, a przy południowo-zachodniej jej odnoga, Stara Ina. Obie rzeki dostępne są dla kajaków. Wzdłuż linii kolejowej położone są 4 większe jeziora: Stobno, Klukom (w granicach miasta), Żeńsko i Raduń oraz Jezioro Korytowskie w okolicach wsi Korytowo. Tereny leśne zajmują 15% powierzchni gminy, a użytki rolne 70%.
Gmina Choszczno graniczy z siedmioma gminami:
- Bierzwnik, Drawno, Krzęcin, Pełczyce i Recz (powiat choszczeński)
- Dolice i Suchań (powiat stargardzki)

## Demografia
Dane z 30 czerwca 2008:
| Opis      | Ogółem | Ogółem | Kobiety | Kobiety | Mężczyźni | Mężczyźni |
| --------- | ------ | ------ | ------- | ------- | --------- | --------- |
| jednostka | osób   | %      | osób    | %       | osób      | %         |
| populacja | 22 257 | 100    | 11 397  | 51,2    | 10 860    | 48,8      |

Gminę zamieszkuje 44,7% ludności powiatu. Na 1 km² przypada 90 osób – tym samym jest to gmina o największej gęstości zaludnienia w powiecie.

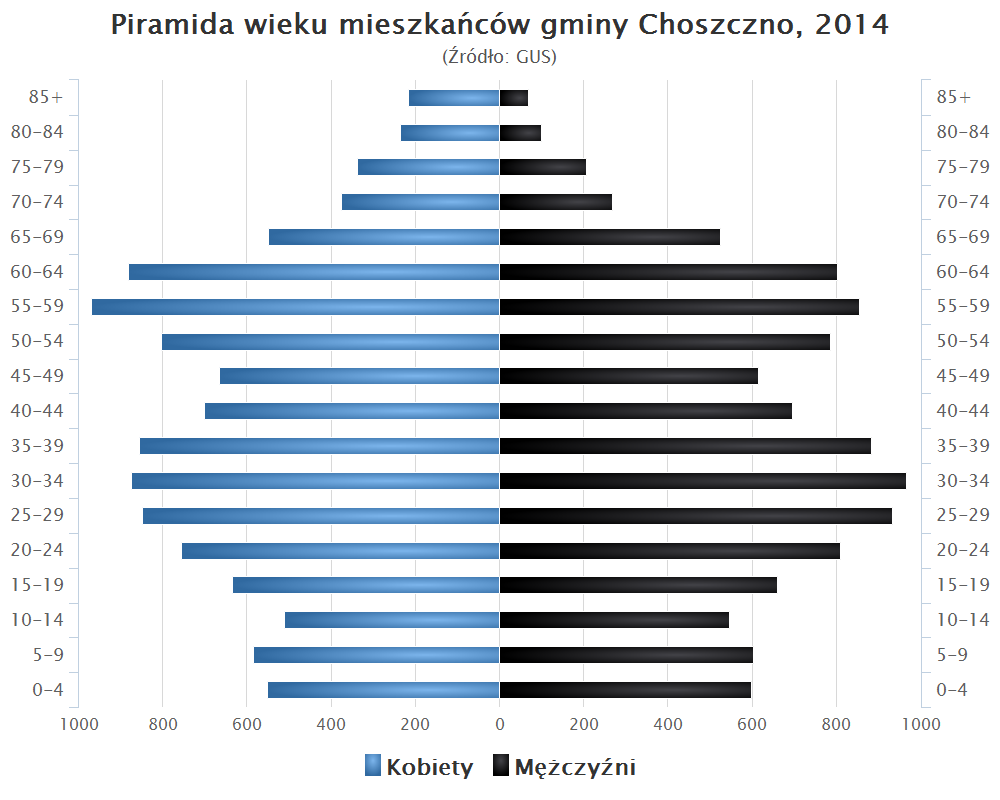
Piramida wieku mieszkańców gminy Choszczno w 2014 roku

## Turystyka
Ziemia choszczeńska, z uwagi na korzystne warunki środowiska naturalnego, jest atrakcyjna pod względem turystycznym i rekreacyjnym. Walorem gminy są jeziora, a jest ich około 30. Do największych należą polodowcowe: Klukom, Raduń, Żeńsko. Zajmują powierzchnię 223 ha.
Okolice jeziora raduńskiego obfitują w faunę i florę. Różnorodność i bogactwo flory i fauny jezior i ich okolic jest bardzo duża. Żyją tu: perkozy, kruki wodne, dzikie kaczki i łabędzie. W okresie wiosny można spotkać tu liczne stada czajek, klucze dzikich gęsi oraz żurawi. Ziemia choszczeńska to również lasy.

## Komunikacja

### Transport drogowy
Cztery drogi wojewódzkie tworzą sieć komunikacyjną:
- nr 122 -- Krajnik Dolny «» Krzywin «» Banie «» Pyrzyce «» Piasecznik
- nr 151 -- Świdwin «» Łobez «» Węgorzyno «» Recz «» Barlinek «» Gorzów Wielkopolski
- nr 160 -- przez wieś Piasecznik (11 km) do Suchania (18 km) i Bierzwnika (24 km)
- nr 175 -- Drawsko Pomorskie «» Kalisz Pomorski «» Choszczno

### Transport kolejowy
Choszczno uzyskało połączenie kolejowe już w 1847 r. po doprowadzeniu linii kolejowej ze Stargardu do Dobiegniewa. Rok później czynna była już cała linia Szczecin – Poznań (nr 351) zelektryfikowana w 1978 r. Druga linia nr 410 przez Choszczno (z Grzmiącej do Kostrzyna) została zbudowana w latach 1882 – 1903, odcinek Kalisz Pomorski – Choszczno w 1895 r., a do Barlinka 3 lata później. Od 1991 r. kolejne odcinki zostały zamykane, część torów rozebrana. Linia z Choszczna do Głazowa została zamknięta w 1991 r., a do Złocieńca w 1996 r. Obecnie w gminie czynne są 2 stacje: Choszczno i Stary Klukom.

### Poczta
W gminie czynne są 3 urzędy pocztowe: Choszczno 1 (nr 73-200), Choszczno 3 (nr 73-201) i Suliszewo (nr 73-222).

## Zabytki
- zabytki Choszczna
- kościoły zabytkowe w miejscowościach na terenie gminy: Piasecznik, Sławęcin, Stradzewo, Chełpa, Rzecko, Suliszewo, Kołki, Korytowo, Wardyń, Raduń, Stary Klukom, Smoleń, Zamęcin, Zwierzyn,
- grodzisko wczesnośredniowieczne IX – XI wiek i XIV – XV wiek – Raduń,
- park dworski z I poł. XIX wieku w Starym Klukomiu,
- park pałacowy z II poł. XIX w. w Stradzewie,
- park pałacowy z II poł. XIX w. w Radaczewie,
- park pałacowy z II poł. XIX w. w Gleźnie,
- park podworski z XVIII wieku w Wardyniu ,
- zespół pałacowo-parkowy z XVIII w. w Korytowie

## Współpraca zagraniczna

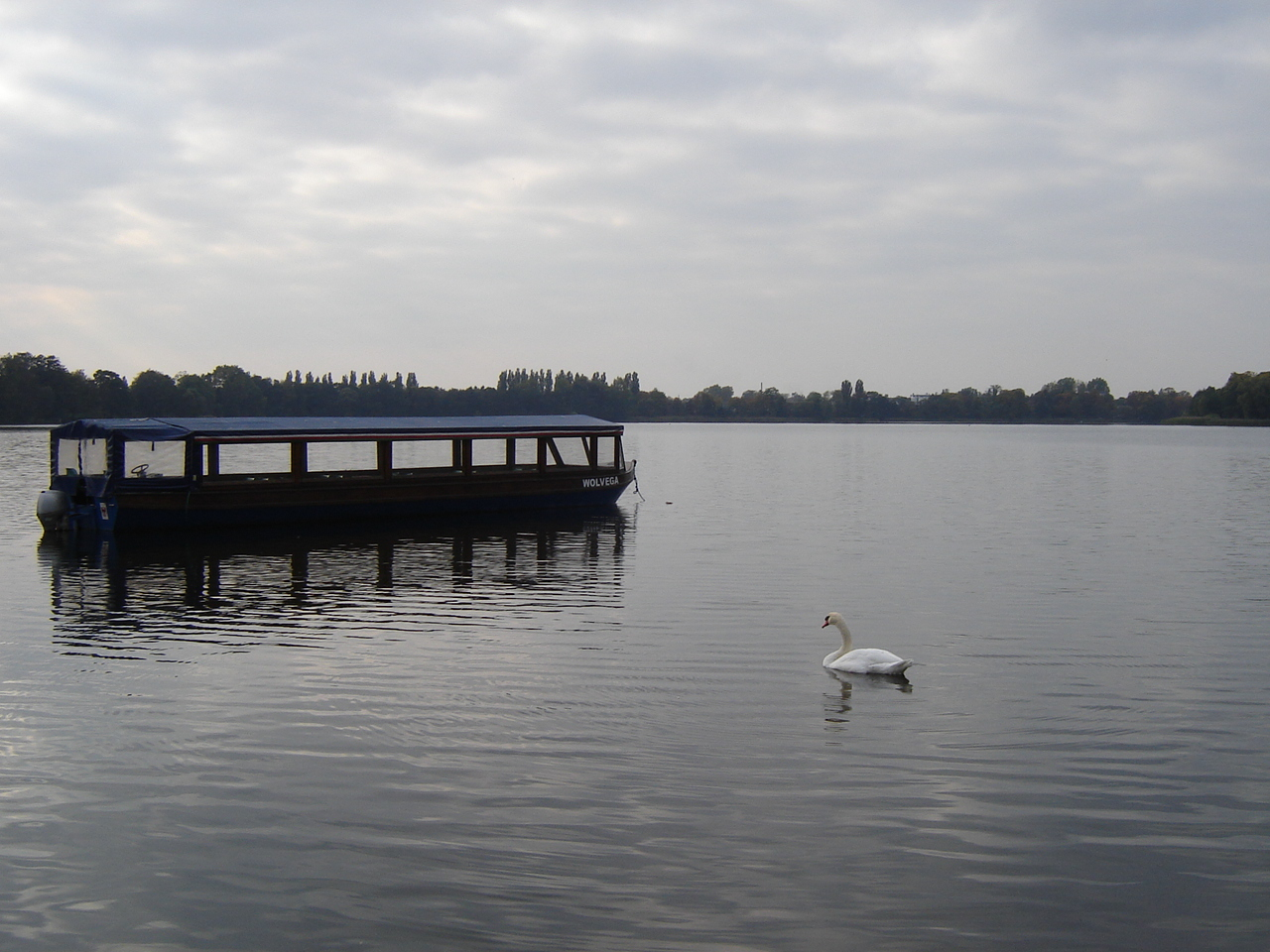
Statek "Wolvega"- podarunek od miasta partnerskiego w Holandii

| Kraj     | Miasto lub gmina            |
| -------- | --------------------------- |
| Niemcy   | Bergen auf Rügen            |
| Słowacja | Biała Spiska (Spišská Belá) |
| Niemcy   | Fürstenwalde/Spree          |
| Litwa    | Olita (Alytus)              |
| Holandia | Gmina Weststellingwerf      |
| Niemcy   | Wunstorf                    |

## Administracja
W 2016 r. wykonane wydatki budżetu gminy Choszczno wynosiły 78,3 mln zł, a dochody budżetu 79,9 mln zł. Zobowiązania samorządu (dług publiczny) według stanu na koniec 2016 r. wynosiły 31,4 mln zł, co stanowiło 39,3% poziomu dochodów.

## Miejscowości
Gmina Choszczno posiada 18 sołectw.
- Miasto:

Choszczno
- Sołectwa:

Gleźno, Kołki, Koplin, Korytowo, Piasecznik, Radaczewo, Raduń, Rzecko, Sławęcin, Smoleń, Stary Klukom, Stradzewo, Sulino, Suliszewo, Wardyń, Witoszyn, Zamęcin i Zwierzyn
- Wsie:

Bonin, Chełpa, Golcza, Nowe Żeńsko, Oraczewice, Pakość, Radlice, Rudniki i Rzeczki
- Osady:

Krzowiec, Łaszewo i Stawin
- Kolonie:

Baczyn, Brzostno, Czernice, Gostyczyn, Kleszczewo, Płoki, Roztocze, Sulechówek, Sułowo, Szczepanka, Wysokie i Zwierzynek
- Leśniczówka:

Gładysz
- Osada leśna:

Czyżewka
- Nieistniejące miejscowości:

Rudnisko i Skrzypiec